# Ctenognophos fumosa
Ctenognophos fumosa är en fjärilsart som beskrevs av W. Warren 1895. Ctenognophos fumosa ingår i släktet Ctenognophos och familjen mätare. Inga underarter finns listade i Catalogue of Life.